# Annapurna I
L'Annapurna I (spesso solo Annapurna; lingua nepalese: अन्नपूर्ण) è una montagna situata nell'omonimo gruppo montuoso della provincia di Gandaki Pradesh, nel Nepal centro-settentrionale. Con i suoi 8 091 metri s.l.m. è la decima montagna più alta del mondo ed è divenuta celebre perché particolarmente difficile e pericolosa da scalare.
Nel 1950 il francese Maurice Herzog guidò una spedizione per salire lungo la parete nord della montagna; in seguito a tale impresa, che si rivelò un successo, essa divenne la prima vetta scalata di ottomila metri. L'intero massiccio e l'area circostante sono collocati all'interno dell'area di conservazione dell'Annapurna, che copre un territorio di 7 629 chilometri quadrati e rappresenta la prima e più grande area naturale protetta del Nepal. All'interno dell'area di conservazione dell'Annapurna vengono tenuti numerosi trekking di notorietà mondiale, tra cui quello del Santuario dell'Annapurna e l'Annapurna Circuit.
Per decenni, l'Annapurna I ha tenuto il primato di montagna con il maggiore tasso di mortalità tra tutte le vette che superano gli ottomila metri. Tuttavia, tra il 2012 e il 2022, tale bilancio è sceso dal 32% a poco meno del 20%. Questa cifra lo colloca al di sotto delle più recenti stime del tasso di mortalità del K2, che corrisponde al 26,5%. La montagna rappresenta ancora una grave minaccia per gli alpinisti a causa del pericolo di valanghe, del tempo imprevedibile e delle pareti scoscese, in particolare la sua parete sud di 3 000 metri, ricordata per essere tra le salite più difficili del mondo. È anche una vetta pericolosa per gli escursionisti: nel 2014, nel corso di una tempesta di neve avvenuta nelle vicinanze e nel Dhaulagiri I, morirono almeno 43 individui. Al 2022, la vetta dell'Annapurna I è stata raggiunta da 365 persone, mentre 72 hanno perso la vita nel corso dell'arrampicata.

## Ascensioni

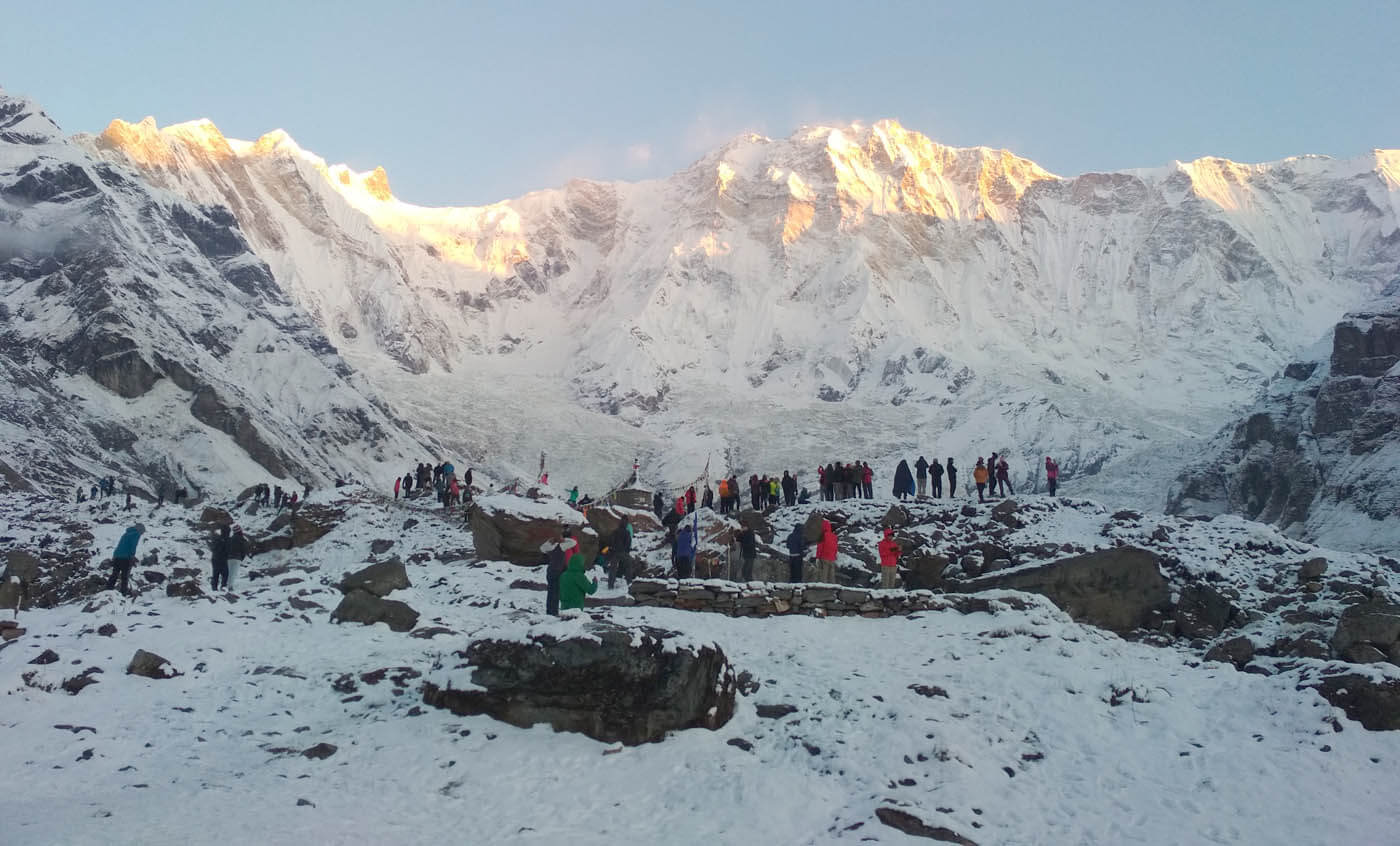
Campo base dell'Annapurna

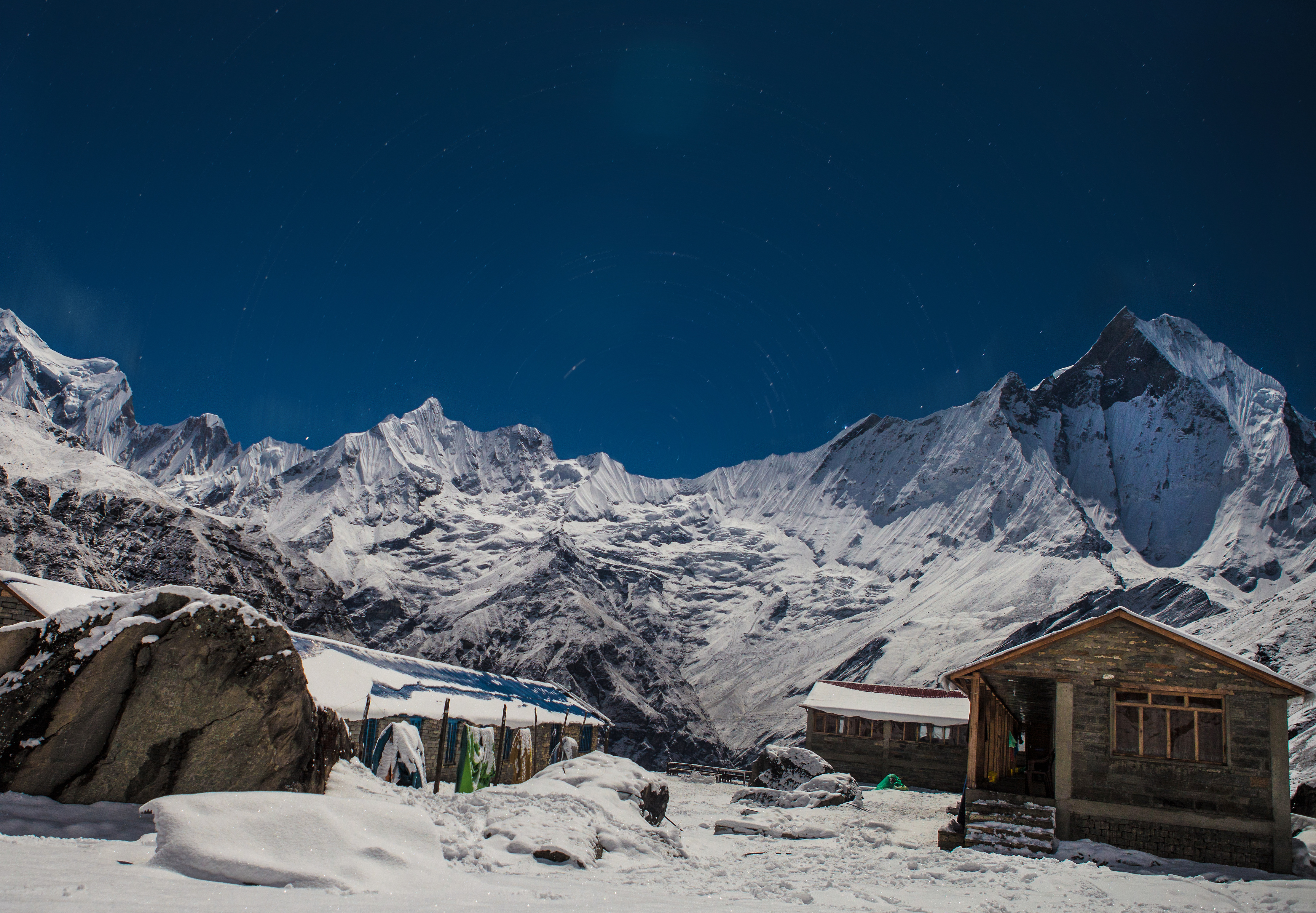
Campo base dell'Annapurna

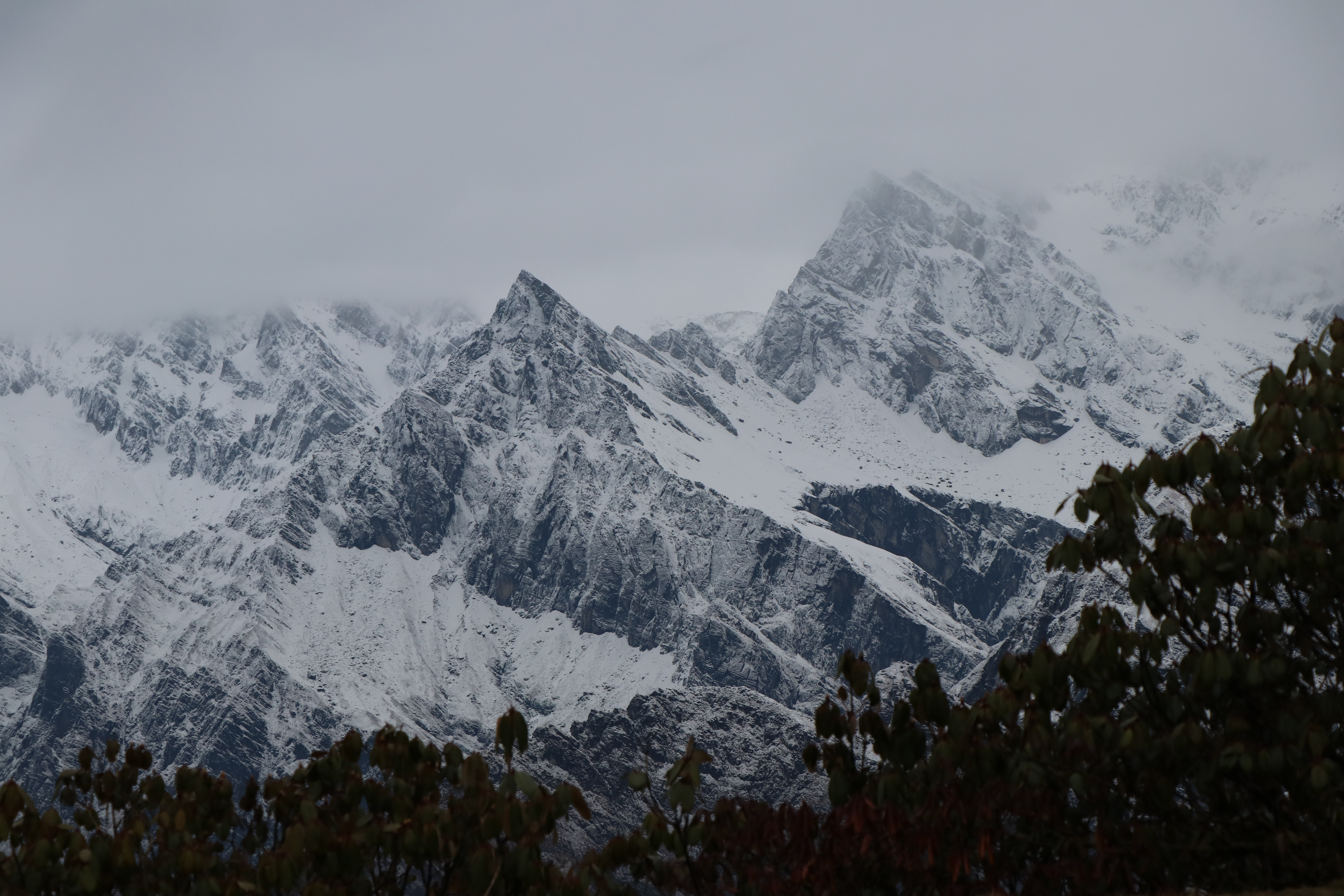
Versante sud dell'Annapurna

Tecnicamente non è l'ottomila più difficile da scalare ed è stato il primo a essere conquistato dall'uomo, ma è considerato quello più pericoloso al mondo per le continue valanghe che cadono dai suoi versanti, detenendo con un valore superiore al 40% il più alto rapporto tra numero di morti e numero di alpinisti giunti in vetta.

### Prima ascensione
Nel 1950, malgrado la scarsa esperienza di spedizioni alpinistiche extra-europee, i francesi organizzarono quella che sarebbe diventata la prima spedizione a raggiungere la vetta di un ottomila.
Ne facevano parte Maurice Herzog, in qualità di alpinista e capo-spedizione, gli alpinisti Jean Couzy, Marcel Schatz, Louis Lachenal, Gaston Rébuffat e Lionel Terray, il medico Jacques Oudot, il regista cinematografico Marcel Ichac, gli ufficiali di collegamento Francis de Noyelle e il nepalese Ghan Bikram Rana. Sul posto furono assoldati otto portatori d'alta quota.
La partenza dalla Francia avvenne il 30 marzo; dopo aver raggiunto Pokhara, capoluogo della regione, la spedizione si assestò nella località di Tukucha, da cui prese a esplorare la zona per individuare la migliore via di accesso e di salita. Il campo base fu installato solo il 22 maggio, allorché poté iniziare l'ascensione vera e propria. Per superare i 3 478 metri di dislivello tra il campo base e la vetta furono necessari cinque campi intermedi, e la mattina del 3 giugno i due alpinisti Herzog e Lachenal riuscirono ad arrivare in vetta, la prima di un ottomila a essere scalata. Contrariamente a quanto avvenne nella maggior parte delle prime ascensioni dei restanti ottomila, la spedizione francese non fece uso di ossigeno, e percorse i 680 metri di dislivello tra l'ultimo campo e la vetta in otto ore, a una media di salita di 85 metri l'ora.
Il prezzo del successo ottenuto fu altissimo: la scarsa esperienza, l'equipaggiamento inadeguato e il peggioramento delle condizioni atmosferiche furono tra le cause per cui Herzog e Lachenal riportarono accecamenti e congelamenti estesi di mani e piedi; Lachenal subì amputazioni a entrambi i piedi.

### Prima ascensione femminile
La prima ascensione femminile fu compiuta nel 1978 da una spedizione statunitense, chiamata American Women's Himalayan Expedition e guidata da Arlene Blum. Il 15 ottobre la vetta fu raggiunta da Vera Komarkova e Irene Miller, insieme a due portatori d'alta quota. Due alpiniste, Alison Chadwick-Onyszkiewicz e Vera Watson, persero la vita durante la salita.

### Prima ascensione invernale
La prima ascensione invernale fu realizzata da Jerzy Kukuczka e Artur Hajzer il 3 febbraio 1987. Kukuczka guidava la spedizione polacca di cui facevano parte anche Wanda Rutkiewicz e Krzysztof Wielicki. Per Kukuczka si trattava della terza prima invernale di un ottomila, dopo il Dhaulagiri I (1985) e il Kangchenjunga (1986), o della quarta, considerando l'ascesa come secondo team del Cho Oyu (1985).